# Recentní taxon
Recentní taxon je jakákoli skupina organismů, která disponuje v daném geologickém čase živými zástupci. Nejčastěji je termín užíván pro taxony, které biologové znají jako dosud žijící, případně relativně nedávno vyhynulé či vyhubené člověkem (recentně vyhynulý taxon). Jako předěl pro moderně vyhynulé taxony stanovilo IUCN rok 1500. Opakem recentních taxonů jsou taxony vyhynulých organismů.
Recentními taxony jsou např. lalokoploutví (Coelacanthiformes), člověk (Homo), člověk moudrý (Homo sapiens), hmyz (Insecta), nálevníci (Ciliophora) nebo dinosauři (Dinosauria), zatímco člověk heidelberský (Homo heidelbergensis) Tyrannosaurus rex nebo trilobiti (Trilobita) jsou vyhynulými druhy nebo skupinami bez recentních zástupců.
K termínu recentní uvádí BioLib „v současnosti existující, nynější, nový, čerstvý, soudobý; v zoologii znamená v současnosti žijící druh“. Recentně vyhynulých taxonů uvádí BioLib více než 600.